# Roda (Osterfeld)
Roda ist ein Ortsteil der Stadt Osterfeld im Burgenlandkreis in Sachsen-Anhalt.

## Lage
Roda liegt südlich der Stadt Osterfeld und östlich der Bundesautobahn 9 nahe der Anschlussstelle Droyßig an der Landesstraße 198 in einem Ackerbaugebiet.

## Geschichte
Das Dorf wurde am 2. April 1186 erstmals urkundlich genannt. Der Ort wurde am 1. März 2004 in die neue Gemeinde Heidegrund eingegliedert. Diese wurde wiederum 2010 ein Ortsteil der Stadt Osterfeld.

## Kulturdenkmäler
- Kriegerdenkmal